# 地球の半球

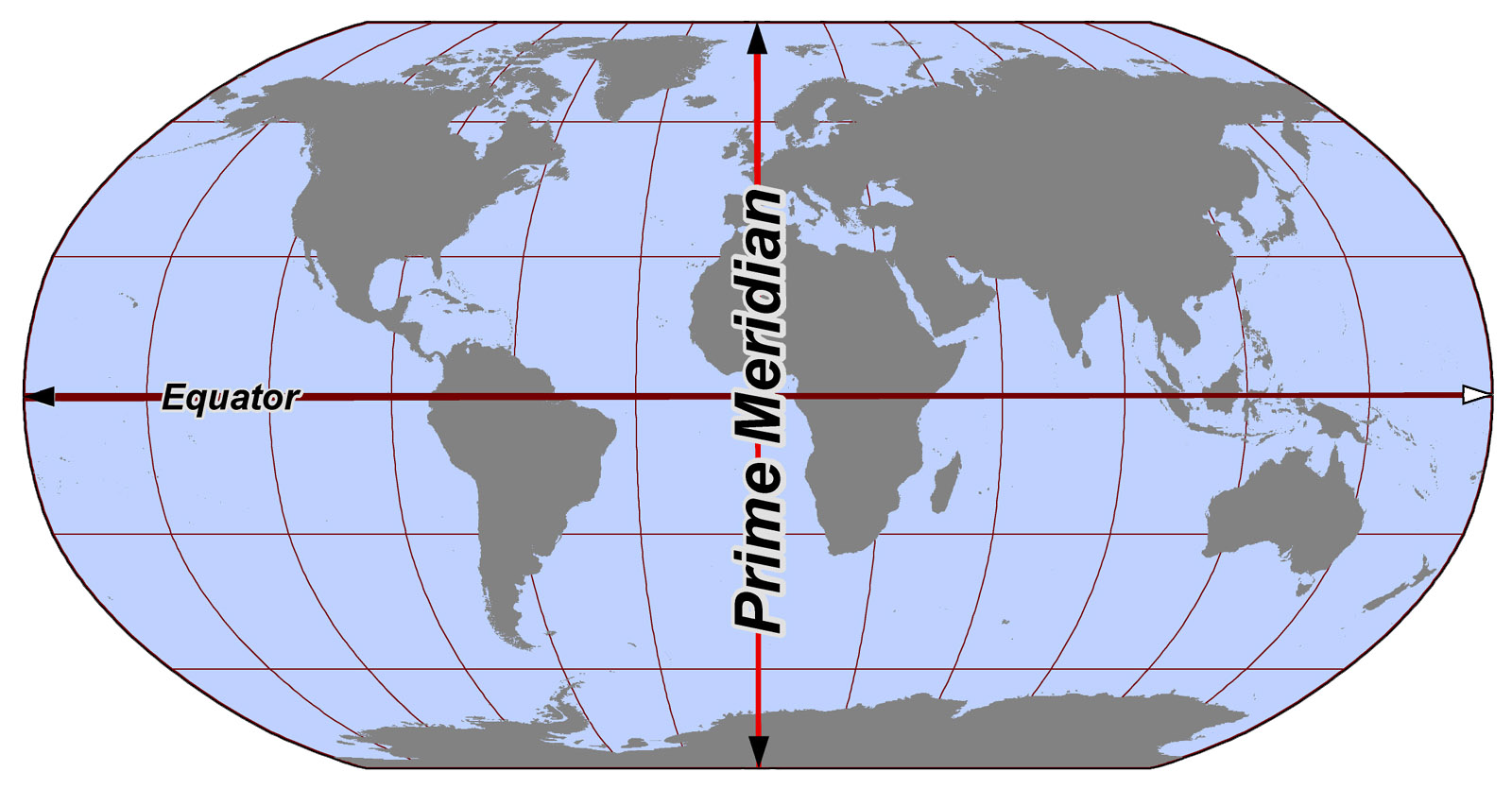
赤道と本初子午線による地球の分割

地球の半球（ちきゅうのはんきゅう）とは、地球表面を2つに分けたものである。
以下は、経緯度によって2分割するものである。
- 本初子午線と180度経線で形成される大円で東西に分割
  - 東半球 - 本初子午線の東側
  - 西半球 - 本初子午線の西側
- 赤道で南北に分割
  - 北半球 - 赤道の北側
  - 南半球 - 赤道の南側

陸地の多い部分と海域の多い部分とに分割する方法もある。
- 陸半球
- 水半球

文化の違いに着目した以下の分割もある。ただし、これらは厳密な「半球」ではなく、「文化的半球」については地球表面全体を分類するものでもない。
- - 旧世界
  - 新世界
- 文化的半球(en:East–West dichotomy)
  - 東洋
  - 西洋